# Khenpo
Khenpo (mkhan bo in lingua tibetana) è un titolo monastico del Buddismo tibetano.

## Descrizione
Il titolo di khenpo, alle volte scritto anche Khyenpo, indica l'abate di un monastero, e in Occidente è considerato l'equivalente di un baccellierato spirituale. Nelle scuole Nyingmapa, Kagyu e Sakyapa viene solitamente assegnato a un lama o un tulku che abbia compiuto un intenso ritiro di studi superiori pari a tre anni. Nella tradizione Gelug in particolare, il titolo di khenpo può indicare anche un monaco anziano che ordina i novizi, e ha analogia con quello di ghesce. In alcuni monasteri i khenpo più anziani e riveriti possono accedere al titolo di kacen, normalmente conferito dopo circa venti anni di studi.